# Орлан-крикун
Орла́н-крику́н або орла́н африка́нський (Haliaeetus vocifer) — вид хижих птахів родини яструбових, поширений в Африці на південь від Сахари. Середнього розміру орлан із білою головою, зовні подібний до орлана білоголового. Характерною рисою шлюбної поведінки африканського орлана є голосний клекіт у шлюбний період, завдяки чому йому було надано видовий епітет лат. vocifer (той, хто кричить).

## Таксономія
Орлан-крикун — один з 8 видів роду орлан (Haliaeetus). Найближчим видом є орлан мадагаскарський Haliaeetus vociferoides, з яким він утворює комплекс із пари видів.

## Морфологічні ознаки

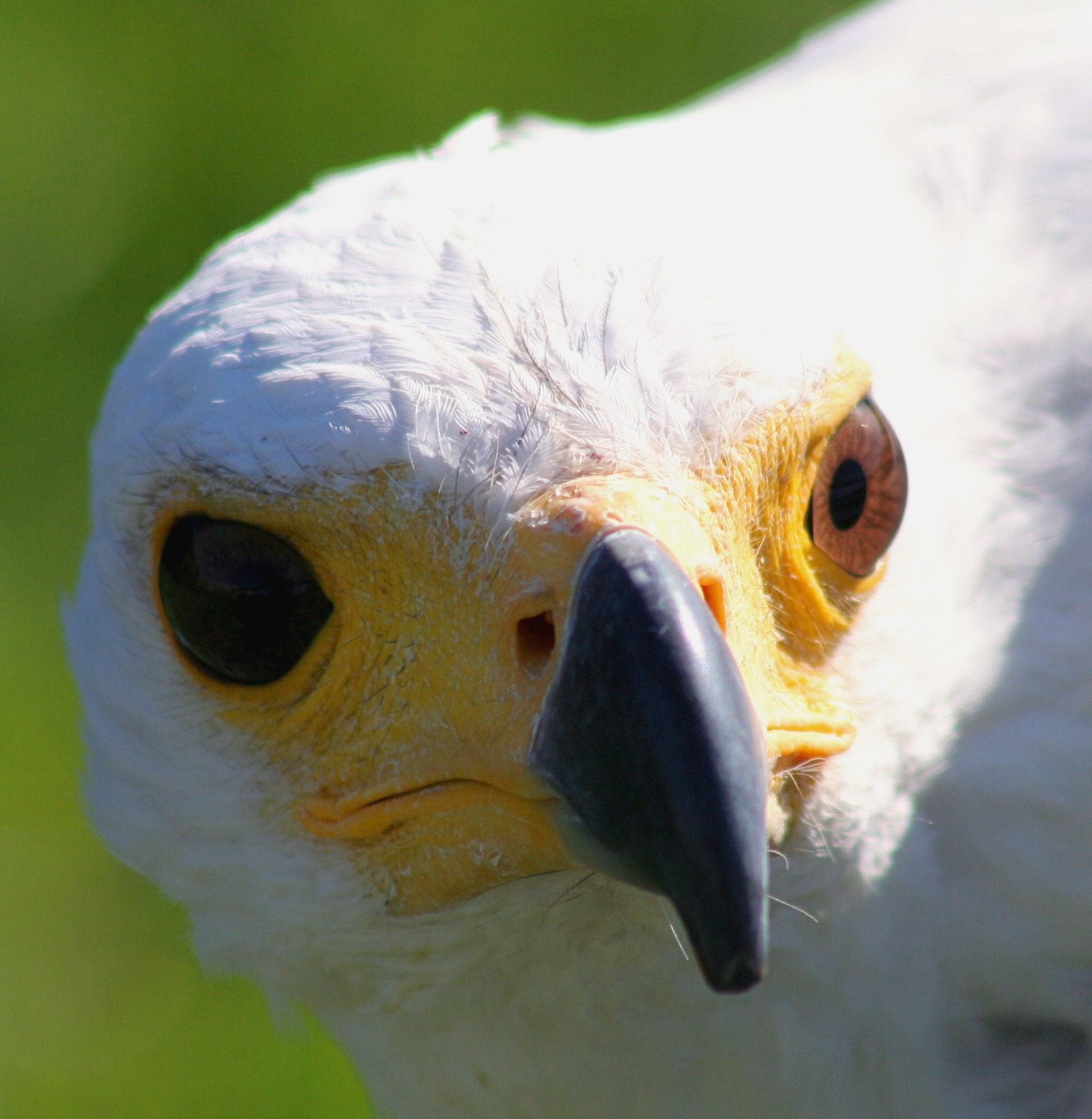
Голова дорослого птаха

Великий за розмірами хижий птах — самка більша за самця та важить 3,2—3,6 кг, тоді як останній — 2,0—2,5 кг. Розмах крил у самки — близько 2,4 м, у самця — близько 2,0 м. Дорослий птах має коричневий тулуб, білу голову та чорні крила. Голова, груди та хвіст африканського орлана є сніжно-білими. Навколо дзьоба та біля очей пера відсутні, шкіра на цих місцях жовта. Очі темно-коричневі. Молоді птахи мають коричневе вбрання; очі більш світлі, ніж у дорослих.

## Поширення та місця існування
Поширений в Африці на південь від Сахари. Осілий птах у країнах: Ангола, Бенін, Ботсвана, Буркіна-Фасо, Бурунді, Габон, Гамбія, Гана, Гвінея, Гвінея-Бісау, Демократична Республіка Конго, Республіка Конго, Екваторіальна Гвінея, Еритрея, Ефіопія, Замбія, Зімбабве, Камерун, Кот-д'Івуар, Кенія, Лесото, Ліберія, Малаві, Малі, Мавританія, Мозамбік, Намібія, Нігер, Нігерія, Руанда, Південно-Африканська Республіка, Південний Судан, Сенегал, Сьєрра-Леоне, Сомалі, Судан, Есватіні, Танзанія, Того, Уганда, Центральноафриканська Республіка, Чад.
Вид зустрічається у водно-болотяних угіддях на висоті від рівня моря до 4000 м (але зазвичай не підіймаються вище 1500 м), оптимальними є ділянки з відкритою водою озер, річок, естуаріїв. Молоді птахи можуть під час кочівель перетинати широкі безводні простори, живлячись при цьому падлом.

## Чисельність

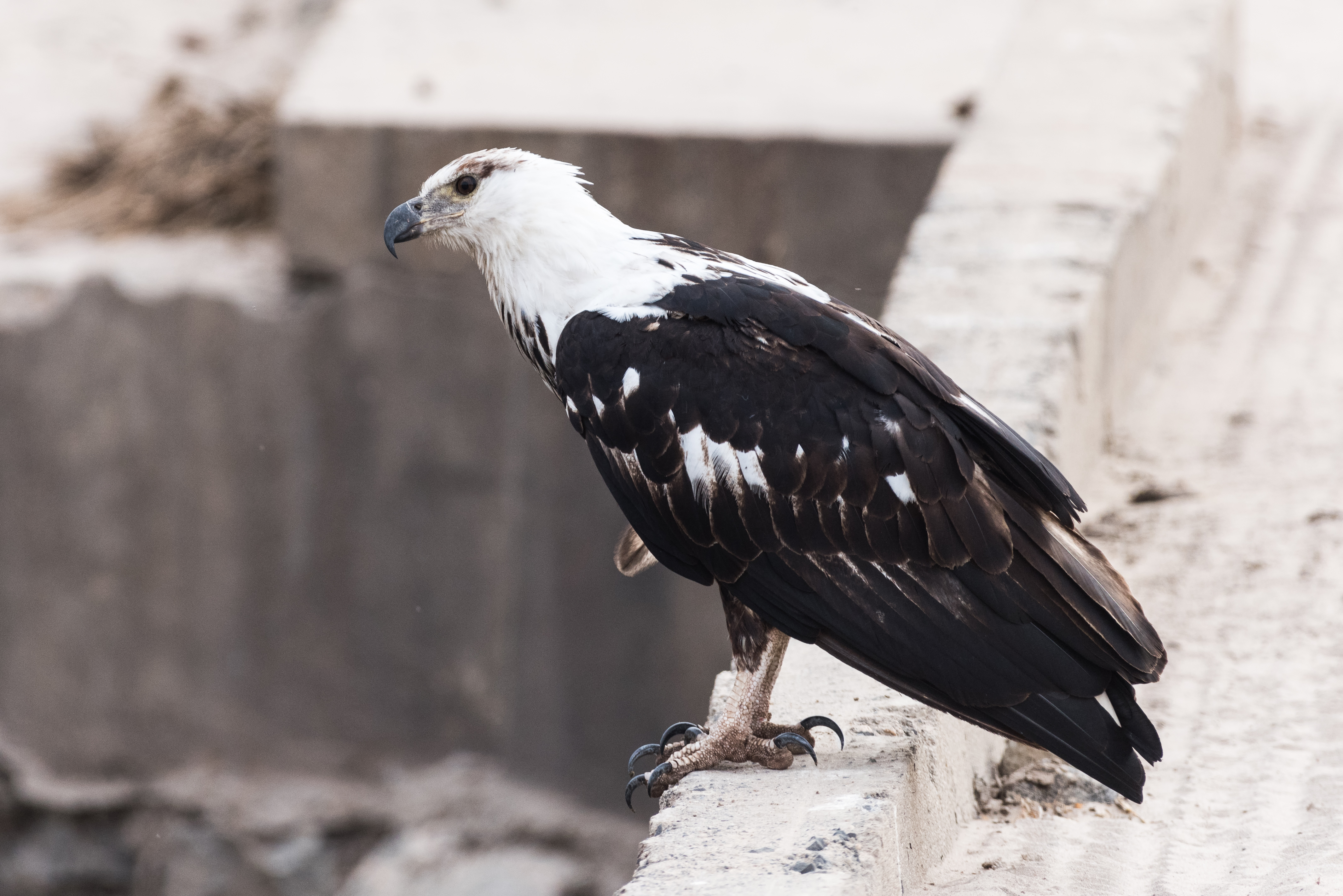
Підрослий птах

Популяцію оцінюють у 300 000 особин, чисельність є стабільною. Найвищу щільність гніздування виявлено в дельті р. Окаванґо, де орлани гніздяться на відстані 400—500 м один від одного. На р. Замбезі середня відстань між гніздами становила 2,8 км.

## Гніздування

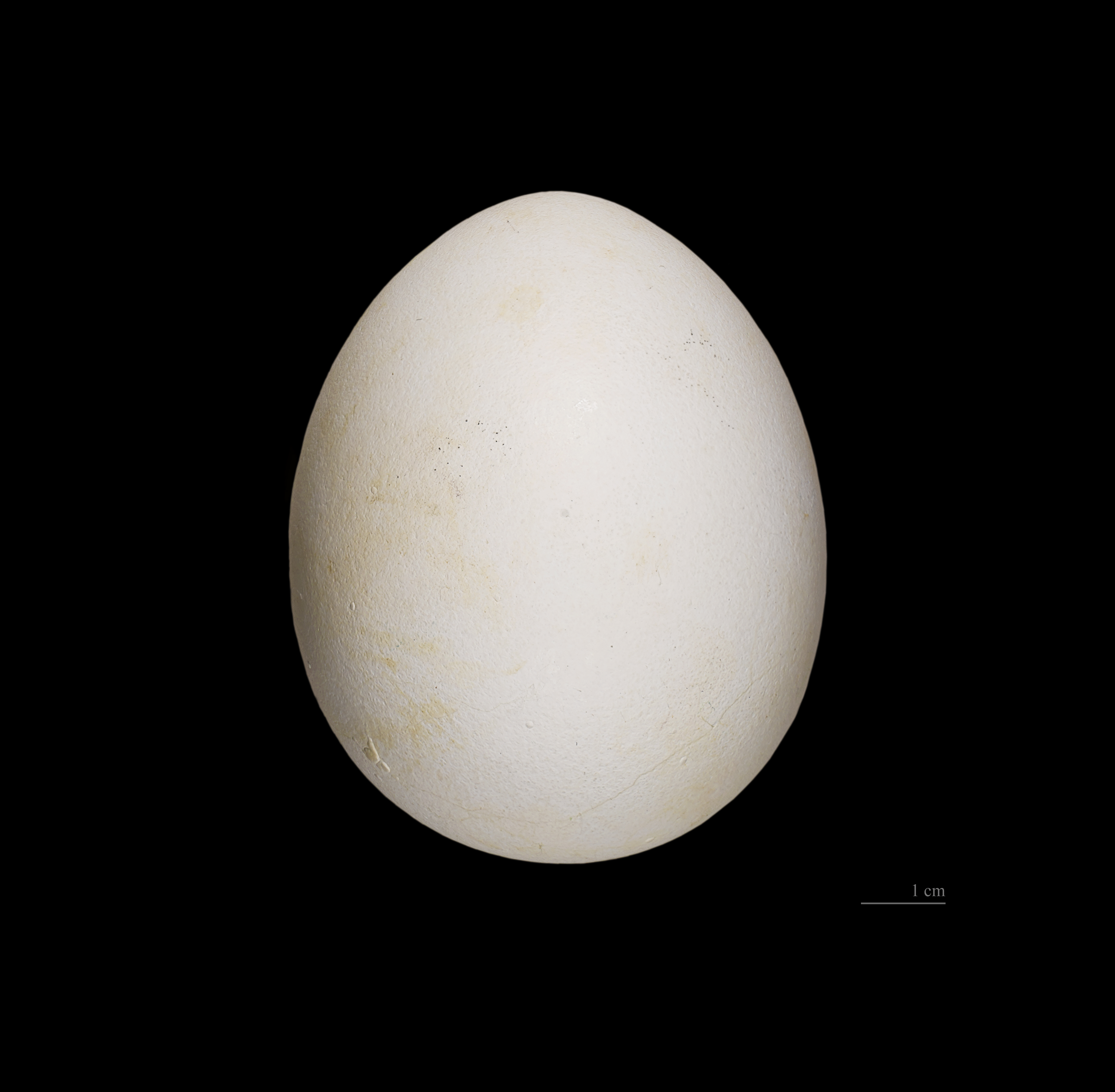
Яйце в оологічній колекції

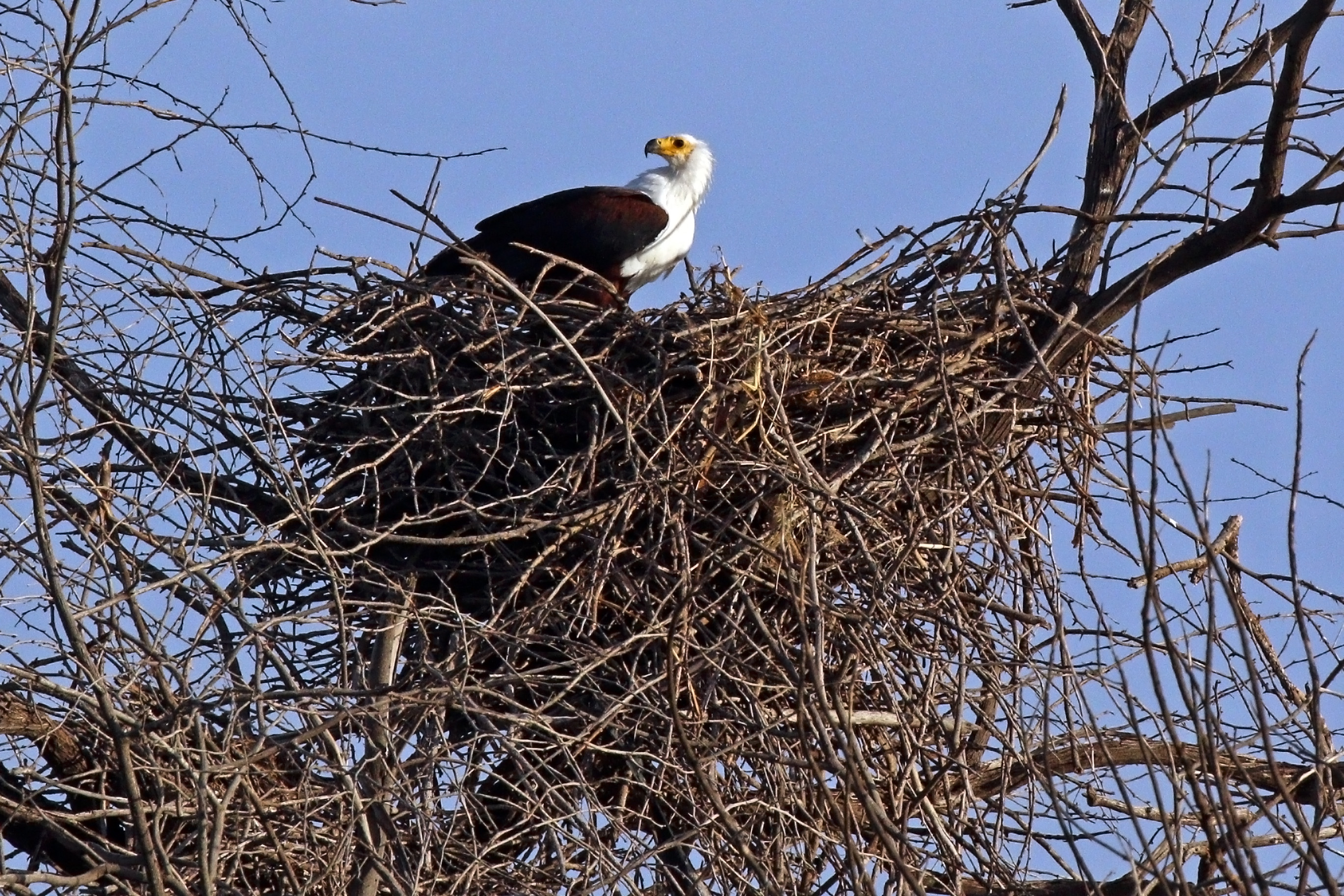
Дорослий птах на гнізді

Під час шлюбного періоду птахи регулярно видають голосний клекіт, закидаючи голову на спину, що є характерною рисою шлюбної поведінки. Гнізда влаштовують поблизу води на великих деревах, як виняток — на скелях. Гнізда великі за розміром — досягають 1,5 м в діаметрі та 30—60 см у висоту. Складаються з гілок і папірусу. В екваторіальних районах можуть розмножуватись протягом всього року, тоді як в південній Африці — у квітні — жовтні, на сході — у червні — грудні, на заході — у жовтні — квітні. Самка відкладає від одного до трьох яєць. Насиджують переважно самки, однак самці також беруть участь в інкубації яєць у період, коли самка відлітає для полювання. Насиджування триває 42—45 днів. Поїдання старшими пташенятами молодших зазвичай у цього виду не спостерігається, тому у виводку зазвичай 2 або 3 пташенят. Пташенята залишають гніздо у віці 70—75 днів.

## Живлення

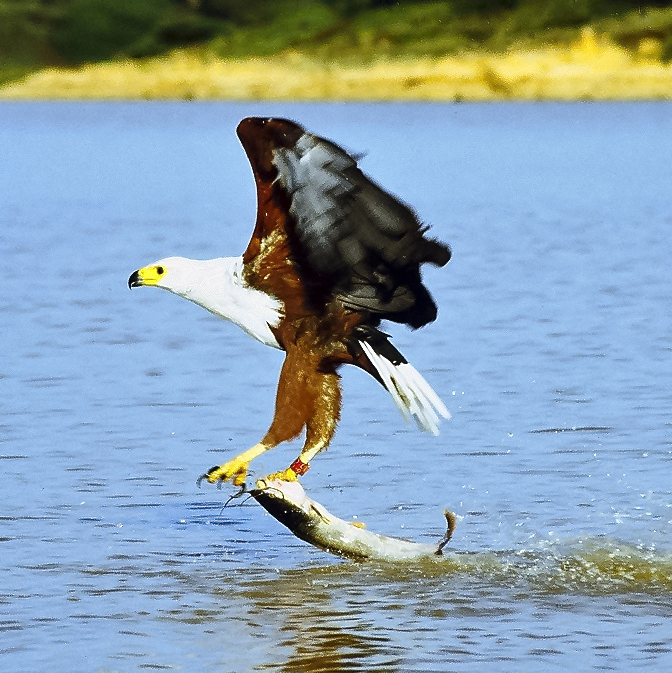
Орлан африканський із сомом у лапах (Кенія)

Живляться переважно рибою, також можуть добувати інших тварин (птахи, черепахи, крокодили, змії, жаби) та живитись падаллю у випадку нестачі їжі. Здобич хапають з поверхні води, утримуючи міцними кігтями. Добувають рибу вагою до 1,8 кг. Нерідко забирають здобич в інших рибоїдних птахів (клептопаразитизм). Молоді птахи живляться трупами загиблих великих ссавців разом з падальниками.

## Загрози та охорона
Орлан-крикун за критеріями МСОП належить до видів з найменшим ризиком. Головними факторами загрози є втрата місць існування. Переслідування з боку людини не має істотного впливу. Локальний негативний вплив має застосування пестицидів, що призводить до тоншання шкаралупи яєць.

## Значення для людини
Орлан-крикун є національним символом Замбії — його зображено на прапорі, гербі та грошах. Також його зображено на гербах Намібії і Південного Судану. Цей вид птаха згадується в африканській міфології.

Прапор Замбії
Герб Замбії
- Герб Намібії
Герб Південного Судану
5000 замбійських квач